# تترارودیم دودکاکربونیل
تترارودیم دودکاکربونیل (به انگلیسی: Tetrarhodium dodecacarbonyl) با فرمول شیمیایی C۱۲O۱۲Rh۴ یک ترکیب شیمیایی است. که جرم مولی آن ۷۴۷٫۷۴۳ g/mol می‌باشد. شکل ظاهری این ترکیب، بلورهای قرمز است.